# Cosmic Explorer
Albums de Perfume
LEVEL3
(2013)
Singles
1. Sweet Refrain
Sortie : 27 novembre 2013
2. Cling Cling
Sortie : 16 juillet 2014
3. Relax In The City/Pick Me Up
Sortie : 29 avril 2015
4. STAR TRAIN
Sortie : 28 octobre 2015
5. FLASH
Sortie : 16 mars 2016

Cosmic Explorer est le cinquième album studio du groupe japonais Perfume. À l'instar des autres albums du groupe, il est intégralement composé, arrangé et produit par Yasutaka Nakata.

## Présentation
Cosmic Explorer est l'album de Perfume pour lequel Yasutaka Nakata aura consacré le plus de temps (près de deux ans et demi). Sa promotion débute à la fin de l'année 2013, lorsque sort le single Sweet Refrain, qui se classe troisième au classement Oricon. Il est suivi par les singles Cling Cling, Relax In The City/Pick Me Up, Star Train et Flash, tous sortis entre l'été 2014 et le printemps 2016. Le 6 avril 2016, l'album sort au Japon dans un format simple (1 CD) et dans un format triple (2 CD + 1 DVD), qui contient, en plus des quatorze morceaux de l'album, la version single du morceau Flash, un passage radio du groupe et divers bonus audiovisuels. En août 2016 sort par ailleurs une édition limitée du disque en format vinyle.

## Morceaux
L'album simple comprend quatorze morceaux, parmi lesquels des versions ré-arrangées des singles Flash, Sweet Refrain, Cling Cling, Star Train et de sa face B, Tokimeki Lights. En ce qui concerne le contenu musical, Cosmic Explorer confirme le tournant vers l'international opéré par Yasutaka Nakata et Perfume à partir de l'album LEVEL3. Si l'album contient des références à la musique populaire asiatique, par exemple dans les morceaux Cling Cling ou Cosmic Explorer, comparé par un blogueur américain à l'œuvre du Yellow Magic Orchestra, divers morceaux empruntent à l'electro-dance music occidentale : Pick Me Up est ainsi comparé par quelques critiques au travail des producteurs Avicii et Calvin Harris.

## Tournée
En mai 2016, quelques semaines après la sortie de son nouvel album, le groupe entame son Perfume 6th Tour par deux dates consécutives à la Sekisui Heim Super Arena de Rifu. La tournée passe ensuite par les villes de Shizuoka, Echizen, Tokushima, Chiba, Wakayama et Sapporo et s'achève par cinq concerts de grande ampleur donnés dans les stades d'Osaka, Nagoya et FukuokaFukuoka Dome. Pendant l'été, le groupe effectue un crochet par les États-Unis, où il donne des concerts à Los Angeles, San Francisco, Chicago et New-York, ville dans laquelle il se produit deux fois, au Hammerstein Ballroom. Il s'agit de la tournée internationale la plus importante du groupe, qui ne s'était auparavant produit hors du Japon que dans le cadre d'une tournée européenne de trois dates en marge de la sortie de l'album JPN. Au même moment, les villes de Londres et New-York accueillent l'exposition itinérante Perfume : A Gallery Experience, lors de laquelle sont exposés divers costumes et objets liés au groupe. Cette exposition est co-organisée par Rhizomatiks, entreprise japonaise pionnière dans le domaine des arts numériques ayant déjà collaboré avec le groupe lors de précédentes tournées, à l'occasion de la performance de Spending all my time au Cannes Lions Festival 2013 ou encore en participant à la conception du clip de Spring of life.

## Interprètes
- Ayano Ōmoto (大本 彩乃)
- Yuka Kashino (樫野 有香)
- Ayaka Nishiwaki (西脇 綾香)

## Liste des titres
Toutes les chansons sont écrites et composées par Yasutaka Nakata.
| 1.  | Navigate                    | 1:19 |
| 2.  | Cosmic Explorer             | 5:22 |
| 3.  | Miracle Worker              | 3:40 |
| 4.  | Next Stage With YOU         | 4:39 |
| 5.  | STORY                       | 5:44 |
| 6.  | FLASH (Album-mix)           | 4:35 |
| 7.  | Sweet Refrain (Album-mix)   | 4:41 |
| 8.  | Baby Face                   | 4:00 |
| 9.  | TOKIMEKI LIGHTS (Album-mix) | 4:24 |
| 10. | STAR TRAIN (Album-mix)      | 4:42 |
| 11. | Relax In The City           | 4:12 |
| 12. | Pick Me Up                  | 3:49 |
| 13. | Cling Cling (Album-mix)     | 3:53 |
| 14. | Hold Your Hand              | 3:36 |

| 1. | FLASH                                                                                                 | 4:38  |
| 2. | FLASH - Original Instrumental - (4:42)                                                                |       |
| 3. | Perfume no Tadatada Radio ga Suki dakara Radio! 2 (Perfumeのただただラジオが好きだからレイディオ！ 2) | 54:55 |